# Grote Staat
De Grote Staat is een straat in het centrum van Maastricht. De aanduiding 'staat' wijst op het stedelijk gezag dat hier vroeger was gevestigd. De straat is onderdeel van de historische hoofdroute tussen Vrijthof en Sint Servaasbrug. De Grote Staat ligt in het voetgangersgebied en wordt gezien als de belangrijkste winkelstraat van Maastricht. In de straat liggen 35 rijksmonumenten.

## Geschiedenis

### Romeinse tijd
Archeologische opgravingen hebben aangetoond dat zich langs het gehele tracé van de Grote Staat, op een diepte van 5 à 6 meter, restanten van Romeinse bewoning bevinden. Begin jaren 1930 werden tijdens de bouw van het warenhuis van Vroom & Dreesmann resten van Romeins vaatwerk aangetroffen, alsmede een hutkom die als prehistorisch werd aangemerkt. Bij opgravingen op het terrein Grote Staat 37-43 (voorheen Maison Louis) in 2010 en 2011 werden twee Romeinse bewoningsniveaus aangetroffen. Het jongere niveau bevatte sporen als waterputten, kuilen, een greppel en een met kiezels geplaveid pad. Het oudere niveau bevatte bewoningssporen, waaronder paalkuilen, afvalkuilen en waterputten. De bewoningssporen behoorden bij twee langgerekte huiskavels die dwars op de weg waren gelegen. Het betroffen zogenoemde 'striphouses': smalle huizen die wel 30 meter lang werden. Dergelijke huizen hadden over het algemeen een indeling met een winkel of werkplaats aan de straatkant, met daarachter een woongedeelte en daarachter een bedrijfsgedeelte of opslagplaats. Dit oudere niveau kon op basis van het aangetroffen aardewerk en munten mogelijk al worden gedateerd in de tijd van Augustus (27 voor - 14 na Chr.) maar met zekerheid in de Tiberische tijd (14 - 37 na Chr.).
Het was al langer bekend dat er langs de Romeinse hoofdweg, thans aangeduid als Via Belgica, gewoond en gewerkt werd, ook op iets grotere afstand van de nederzettingskern bij de Romeinse brug. De opgravingen bevestigen het beeld van Romeins Maastricht als een bescheiden provinciaal-Romeinse nederzetting, bestaande uit een kern van stenen gebouwen (het latere castrum bij de brug), een grote begraafplaats (op het Vrijthof) met daar tussenin langgerekte, op de weg georiënteerde percelen met gebouwen van hout en leem.

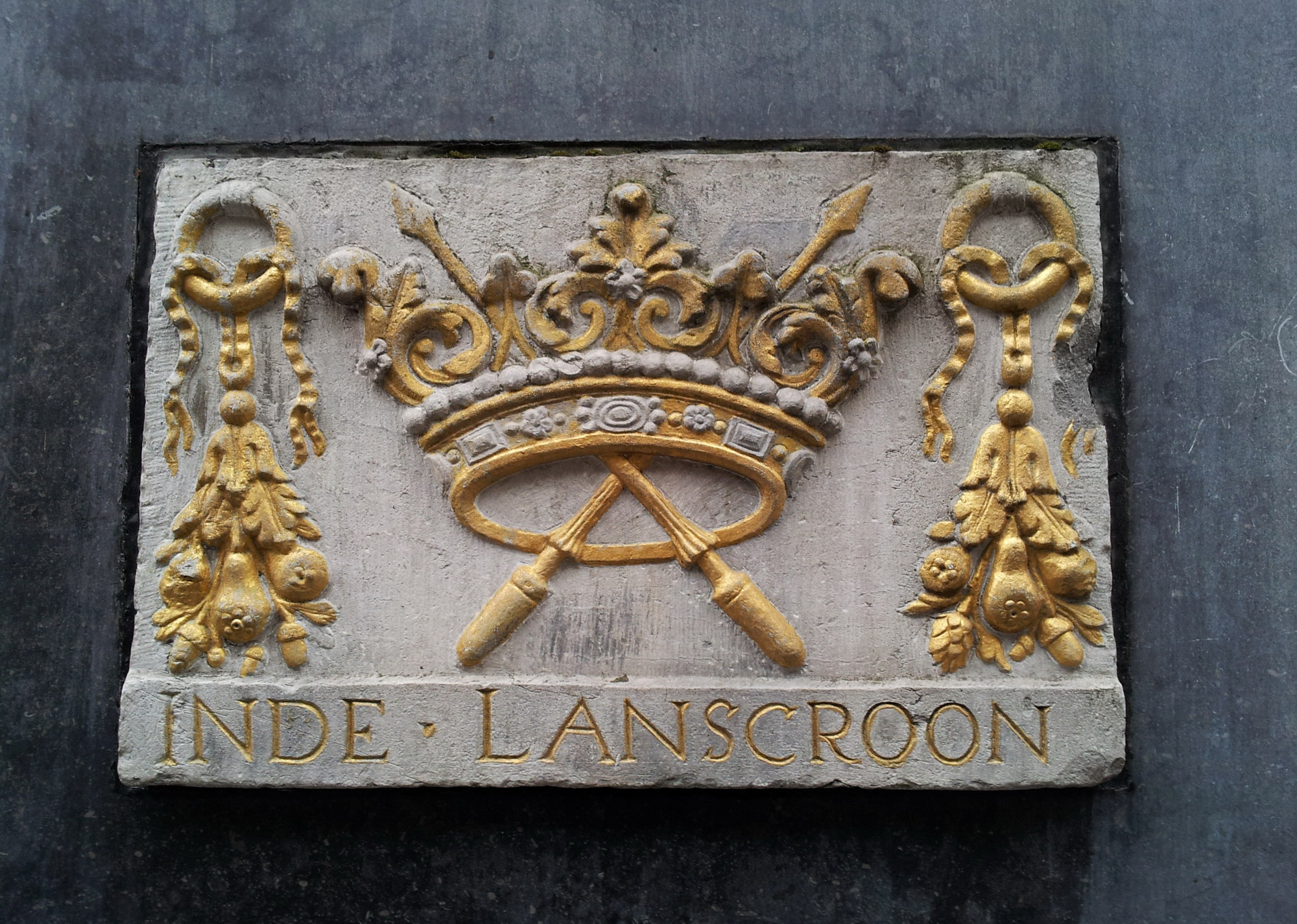
Gevelsteen Inde Lanscroon

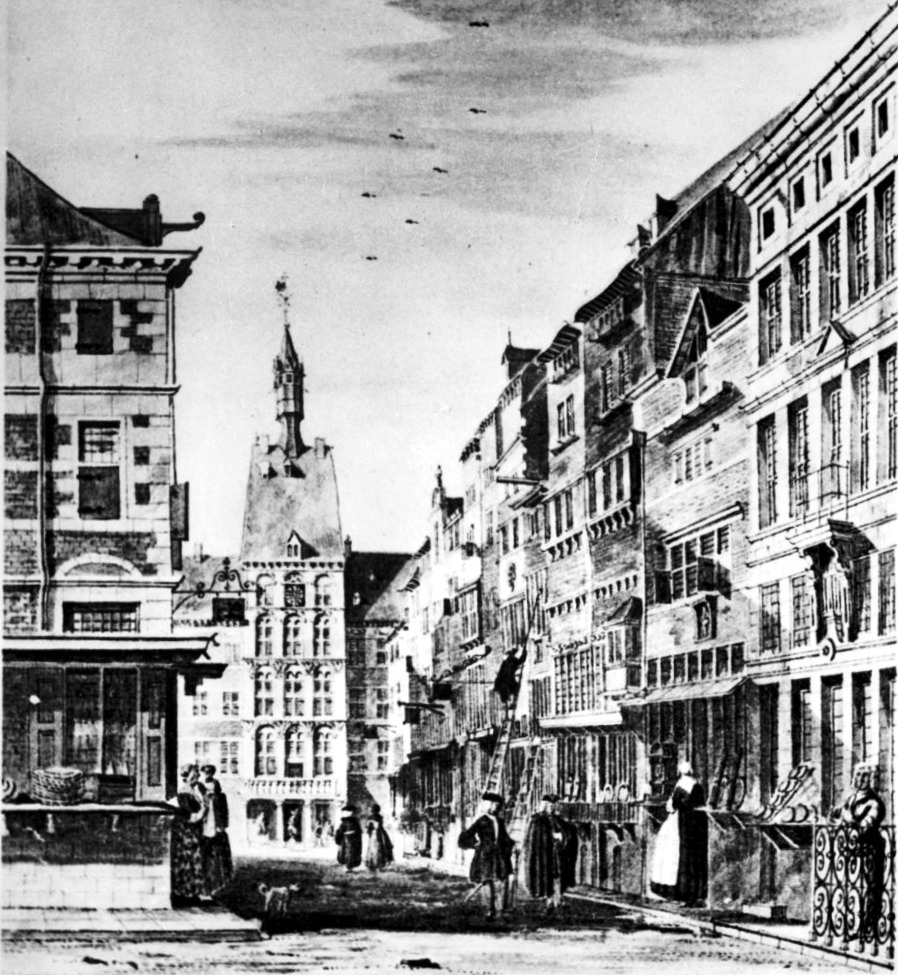
Sint-Jorisstraat met Dinghuis, prent van Jan de Beijer, ca 1750

### Middeleeuwen, ancien régime
De Grote Staat heette tot eind 18e eeuw Sint-Jorisstraat (Latijn: platea Sancti Georgii) naar de Sint-Joriskapel, die tot 1617 op de hoek van de Spilstraat was gelegen, min of meer naast de Dominicanenkerk. De wijkkapel werd al in 1263 genoemd en was ondergeschikt aan het kapittel van Sint-Servaas. Volgens de traditie zou de kapel in 1566 tijdens de Beeldenstorm zijn vernield. Naast de Sint-Joriskapel, op de hoek van de Dominicanerkerkstraat lag de in 1931 afgebroken herberg De Windmolen, eeuwenlang het belangrijkste logeeradres in de stad.
Vanaf de 16e eeuw werd de straat ook met de huidige naam aangeduid. Op de hoek van het Vrijthof en de Grote Staat lag het huis Den Winckel, waar de Luikse bisschoppen vanaf 1443 (en wellicht al eerder) regelmatig verbleven. Jan van Horne woonde er eind 15e eeuw langere tijd. Op 18 juni 1485 kon hij vanaf zijn balkon zijn tegenstander Willem van der Marck, bijgenaamd het 'zwijn van de Ardennen', gadeslaan die bij de Luikse perroen op het Vrijthof werd onthoofd. In de 16e of 17e eeuw werd het huis gesloopt ter verbreding van de Helmstraat. Het toentertijd gebouwde pand stortte in 1969 plotseling in, hetgeen een enorme ravage veroorzaakte.
In de straat lag nog een andere kerspelkapel, de kapel van de Heilige Geest (aan het eind van het thans nog slechts via de Markt te bereiken Heilige Geeststeegje). De kapel werd in 1471 voor het publiek opengesteld. Vanaf 1731 werd de kapel korte tijd gedeeld met Schotse Presbyterianen (leden van het garnizoen).
Het deel van de Grote Staat nabij het Dinghuis werd ook aangeduid als Voor het Kruis (Latijn: ante crucem) vanwege het kruis dat hier waarschijnlijk stond. Schuin tegenover het Dinghuis, waar het hooggerecht was gevestigd, zetelde het burgerlijk bestuur van de stad in twee panden, De Lanscroon en De Liebaert. Deze huizen deden dienst als raadhuis, laaggerechtshuis, gevangenis, archiefbewaarplaats en stadstaveerne. De Liebart was waarschijnlijk al in de 14e eeuw een woontoren van de familie De Leopardo (of: Van den Liebaerde) en werd later aan De Lanscroon toegevoegd. Vóór De Lanscroon was een overdekt platform, waarop overtreders van de wet aan de schandpaal konden worden gesteld. Beide huizen werden in 1657 verkocht ten bate van de bouw van het nieuwe stadhuis van Maastricht en zijn in 1931-1932 gesloopt. De gevelsteen van De Lanscroon is ingemetseld in het pand van Vroom & Dreesmann ter plekke.
In Maastricht bestonden geen gilden maar ambachten. De 23 Maastrichtse ambachten hadden ook geen gildehuis, maar een leube (een soort voorkamer of loggia in een gewoon huis of een voormalige stadspoort). Een aantal leuben lagen in de Sint-Jorisstraat. Tegenover De Lanscroon, in het pand waar thans de HEMA is gevestigd, lag de leube van de smeden, het smeetshuys genaamd. Ook het Vleeshuis (of Vleeshal) lag hier. In het langgerekte marktgebouw tussen Grote Staat en Achter het Vleeshuis waren 70 'banken', waar slagers een vaste verkoopplaats konden kopen of huren. Het was een collectief verkooppunt om kwaliteit en prijzen te controleren; geslacht werd elders. De gevel van het gebouw, versierd met medaillons en een gebeeldhouwde ossenkop, stortte in 1856 in; de rest van het gebouw werd in 1917 gesloopt.

### Negentiende en twintigste eeuw

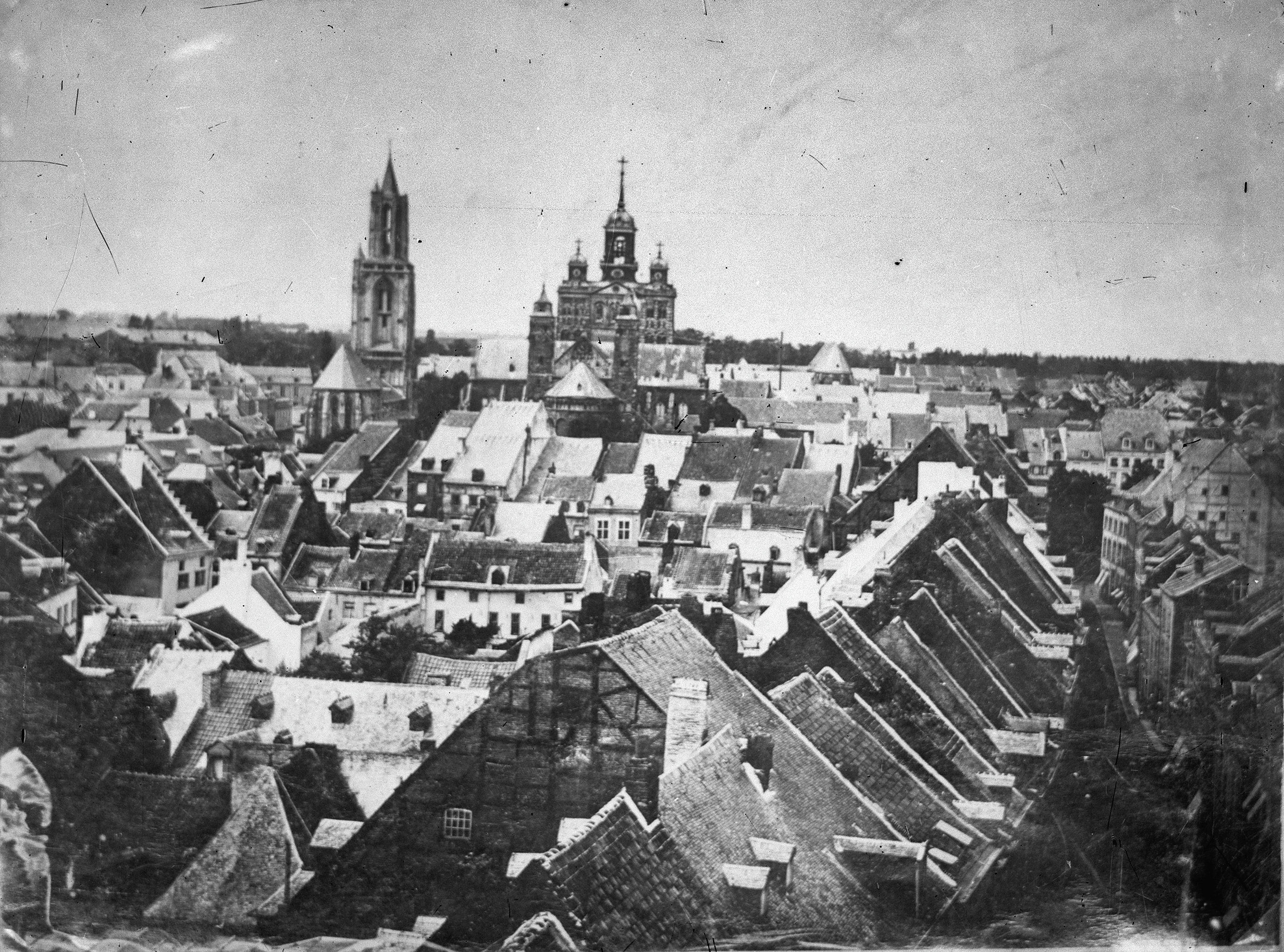
De Grote Staat gefotografeerd vanaf het Dinghuis, ca. 1875

Na de Franse tijd veranderde het karakter van de Grote Staat (vanaf die tijd niet langer Sint-Jorisstraat geheten) geleidelijk aan. De Heilige Geestkapel werd in 1803 grotendeels afgebroken, maar restanten ervan waren nog tot eind 19e eeuw te zien. Ernaast opende later de 'soepkokerij' van de sociëteit Momus. Door de opheffing van de ambachten verdwenen ook de leuben uit het straatbeeld. In de loop van de 19e eeuw vertrokken ook steeds meer kleine bedrijven en handwerkslieden (zoals zilversmeden, kleermakers en schoenmakers). Ervoor in de plaats kwamen meer winkels.
Van 1896 tot 1902 reed een gemeentelijk gastram door de Grote Staat. Wegens slechte prestaties werd deze in 1903 vervangen door een paardentram. De Maastrichtsche Tram verzorgde tot 1914 het openbaar vervoer tussen het Wycker stationsgebied en de Boschstraat, via Vrijthof en Markt. Vanaf 1918 nam Stadsbus Maastricht die taak over.
Vanaf begin 20e eeuw openden steeds meer grootwinkelbedrijven een filiaal in de straat. In 1906 werd de "Maastrichtse Manufacturenhandel van Vroom & Dreesmann" opgericht, die vanuit het pand Grote Staat 5 in snel tempo uitbreidde. In 1913 opende de bioscoop Royal er zijn deuren. Na de Tweede Wereldoorlog nam het aantal cafés en logementen geleidelijk af. Eind jaren 1960 werd de straat voetgangersgebied. Begin 21e eeuw zijn vrijwel alle lokale winkels vervangen door winkelketens en franchise-ondernemingen. Zo waren er anno 2013 dertien schoenenzaken in de Grote Staat. Enkele bekende, verdwenen winkels zijn: V&D (warenhuis), De Gruyter (levensmiddelen), Maison Le Matador (P&C), Pieters-Teeuwen, Jungschläger, Wolf & Hertzdahl, Wisbrun, Maison Groutars, Coster, Schnabel, Manfield en Pieters-Dortu (alle kledingzaken), Mevri (kantoorartikelen), Velox (fotozaak), Richterichs & Roeks (platenzaak), De Jong-Berger (kunsthandel), Stassar (juwelier), Alard (goud en zilver), Canisius (kinderwagens), Bury (interieurzaak), Van Dijk (huishoudelijke artikelen), Janssen (bloemenwinkel), Het Paradijs (café) en de bioscoop Royal.
Begin 21e eeuw is het gehele kernwinkelgebied van Maastricht gerenoveerd, waarbij ook de bestrating, het straatmeubilair en de straatverlichting in de Grote Staat zijn vernieuwd. Daarnaast heeft het rond 1990 in Maastricht gestarte project Wonen boven winkels in de Grote Staat geleid tot minder leegstand boven winkels.

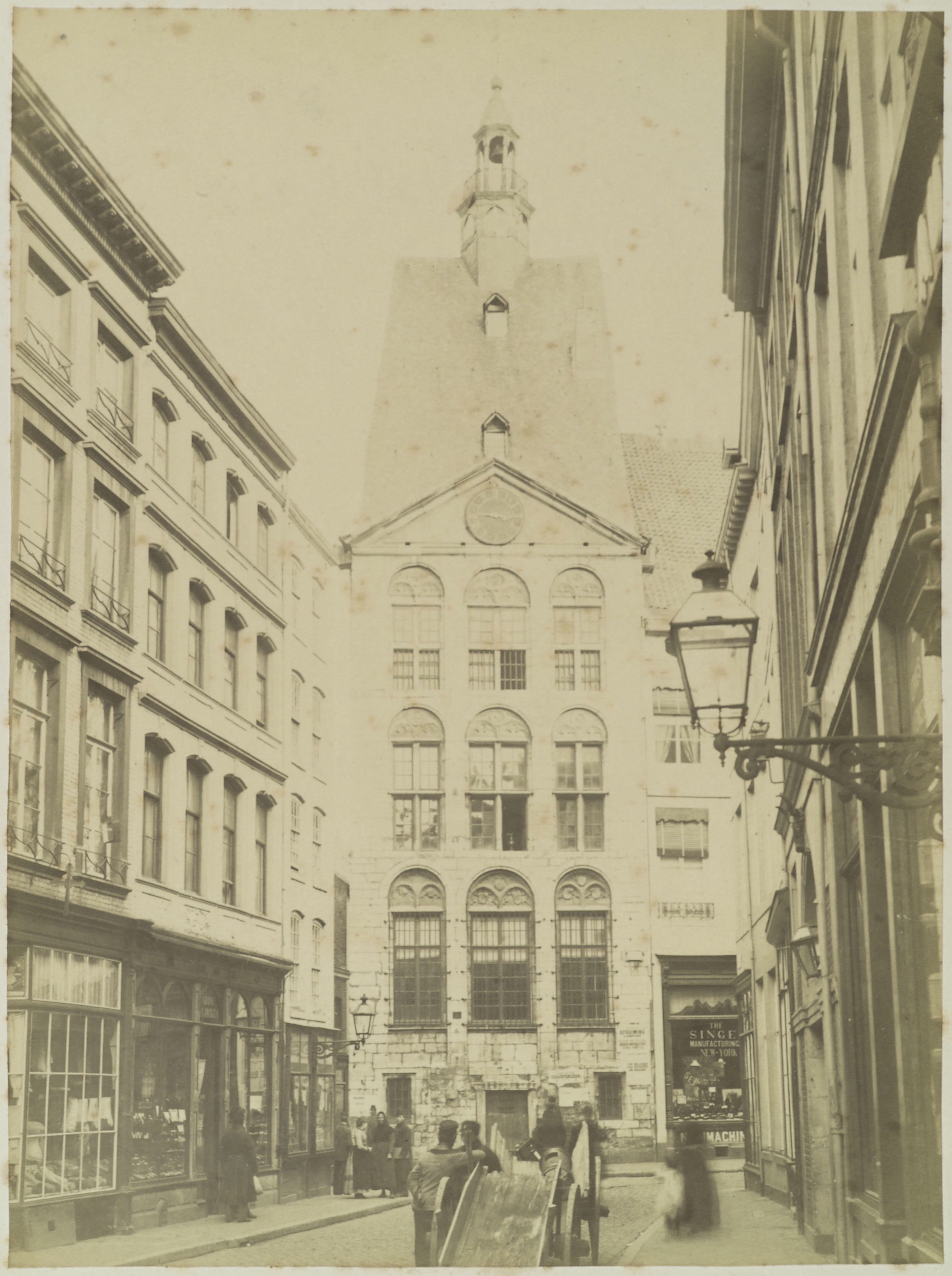
Grote Staat en Dinghuis, ca. 1900
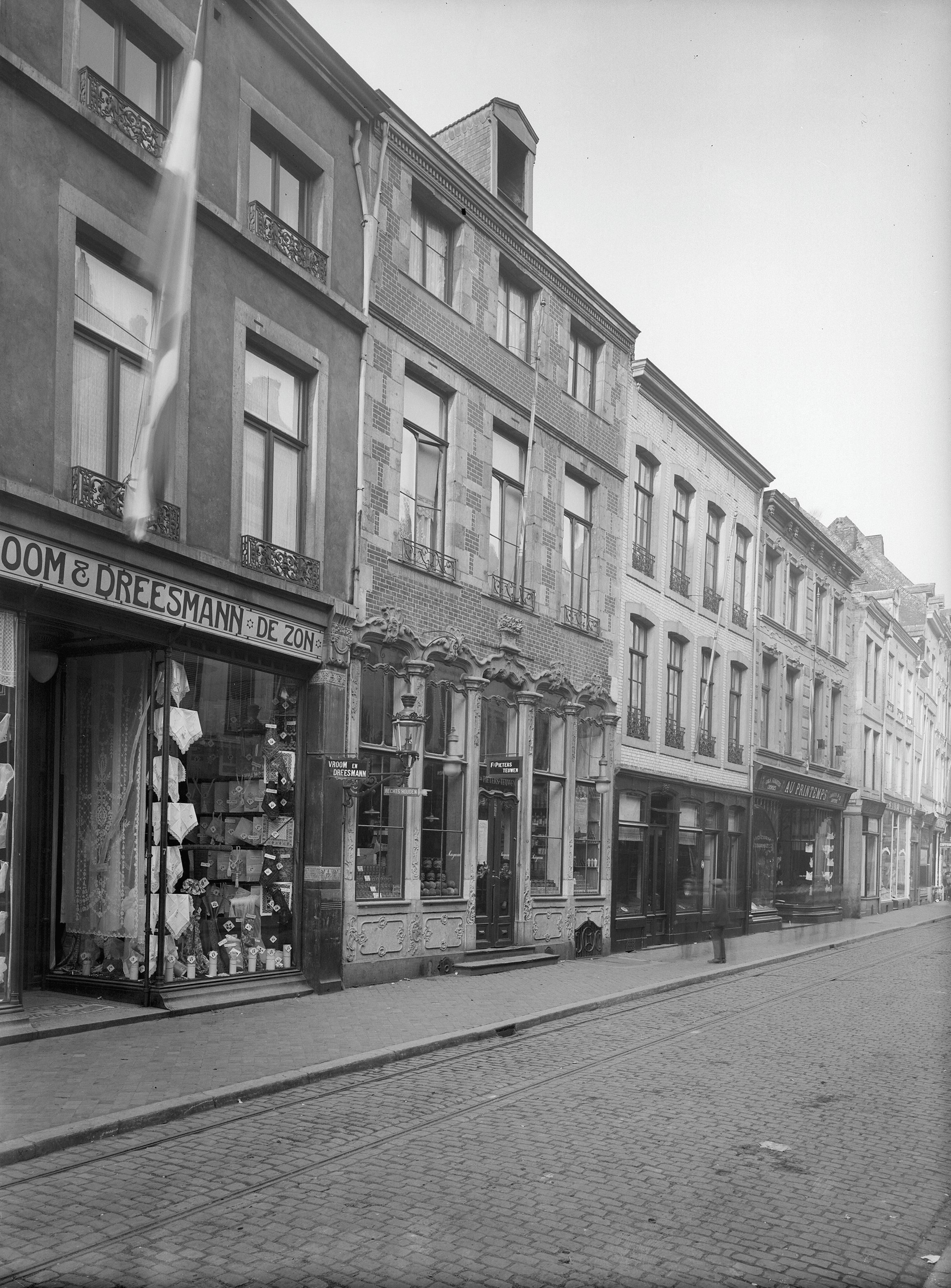
Vroom & Dreesmann, 1917
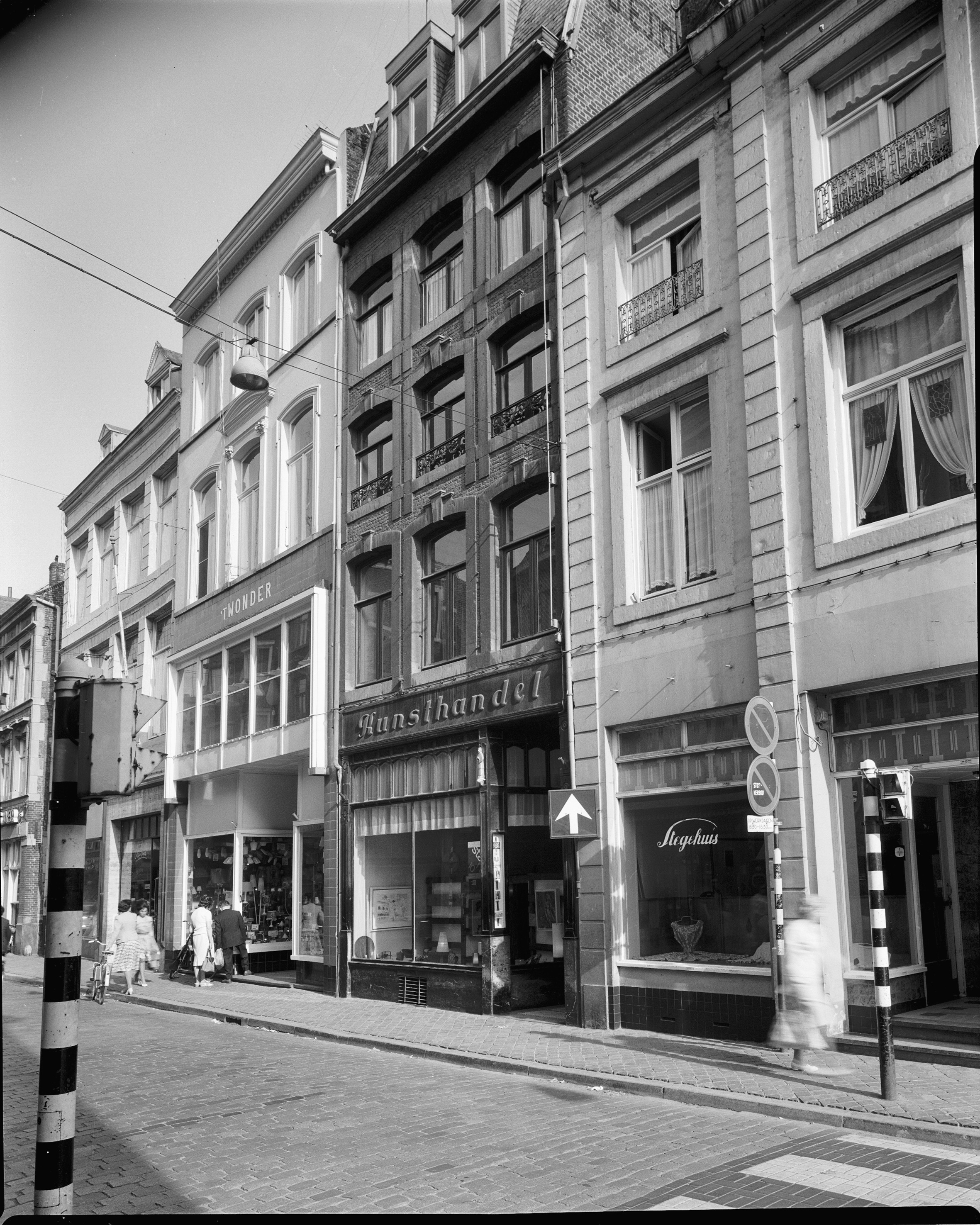
Grote Staat met voetgangerslichten, 1962
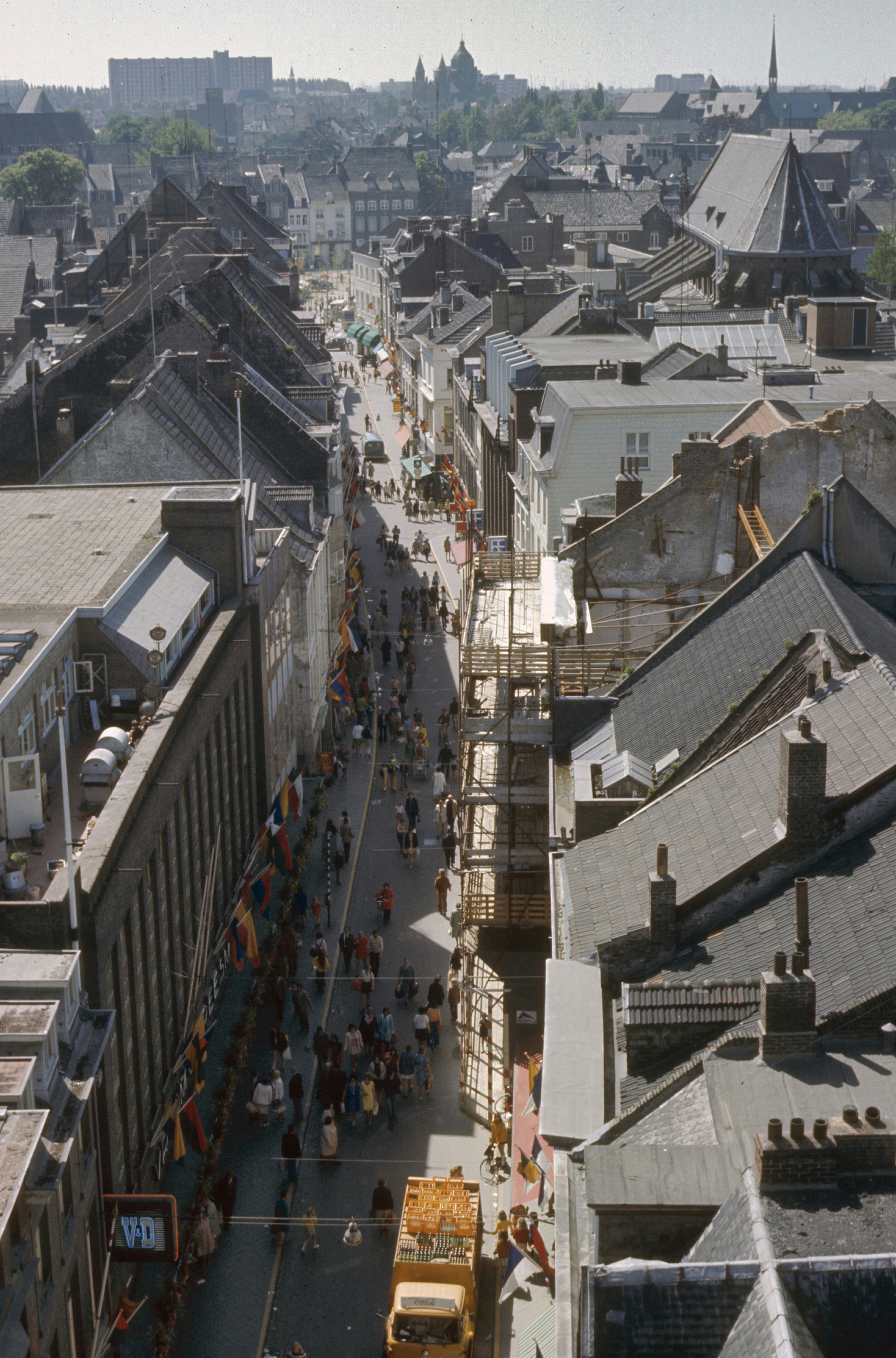
Grote Staat vanaf Dinghuis, ca. 1975

## Bezienswaardigheden

### Rijksmonumenten
De Grote Staat is onderdeel van het beschermd stadsgezicht van Maastricht. In de straat liggen 35 rijksmonumenten, waarmee de Grote Staat bij de tien monumentrijkste straten van Maastricht hoort. Het Dinghuis ligt weliswaar niet in de Grote maar in de Kleine Staat, maar bepaalt door zijn ligging in de as van de Grote Staat in grote mate het beeld van de straat. Veel huizen hebben 17e- of 18e-eeuwse gevels, alhoewel de kern vaak ouder is. De meeste panden, ook de rijksmonumenten, hebben gemoderniseerde winkelpuien, maar een enkel pand heeft nog een originele laat-19e of begin-20e-eeuwse pui.
In de straat bevinden zich enkele gevelstenen (nrs. 5, 21, 39 en 53).

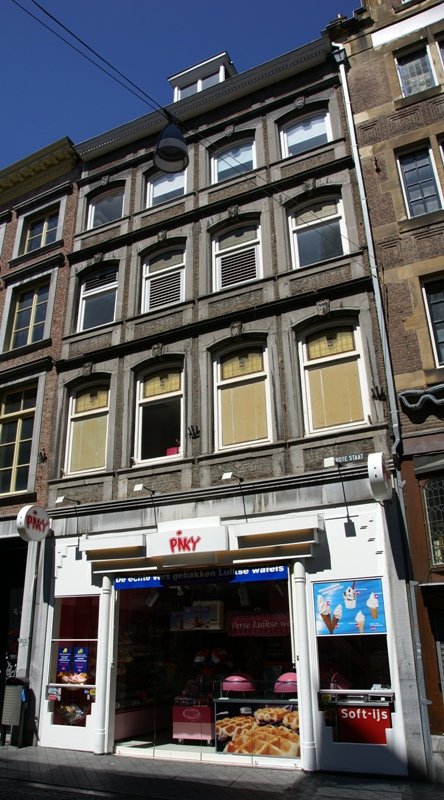
Grote Staat 2
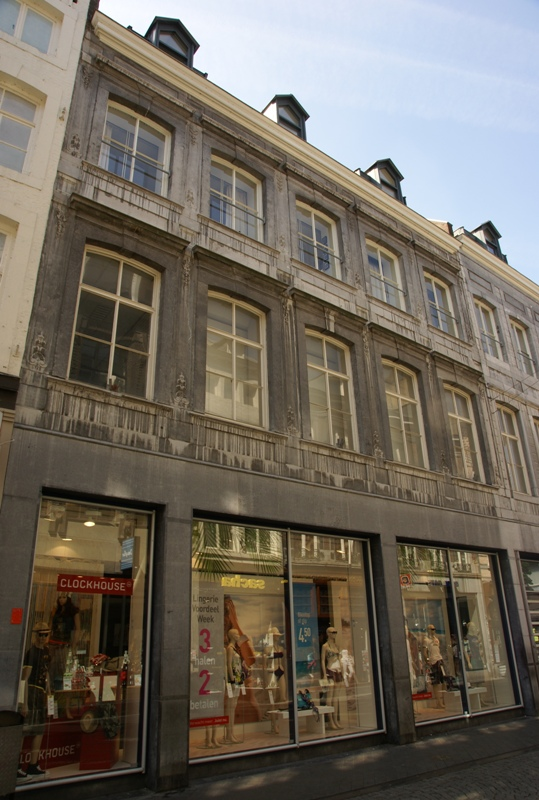
Grote Staat 29
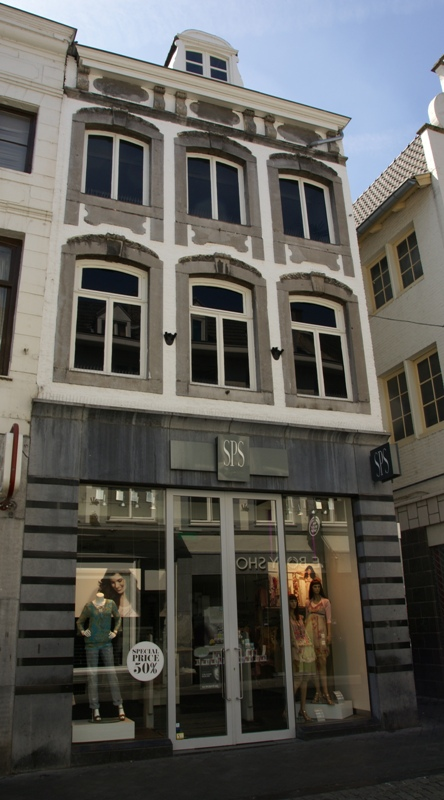
Grote Staat 45
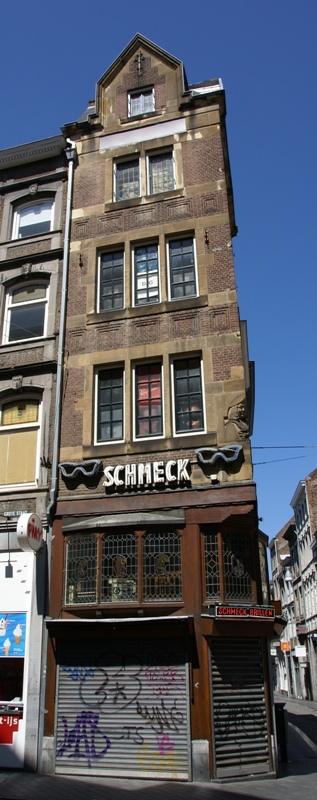
Hoek Muntstraat

### Moderne architectuur

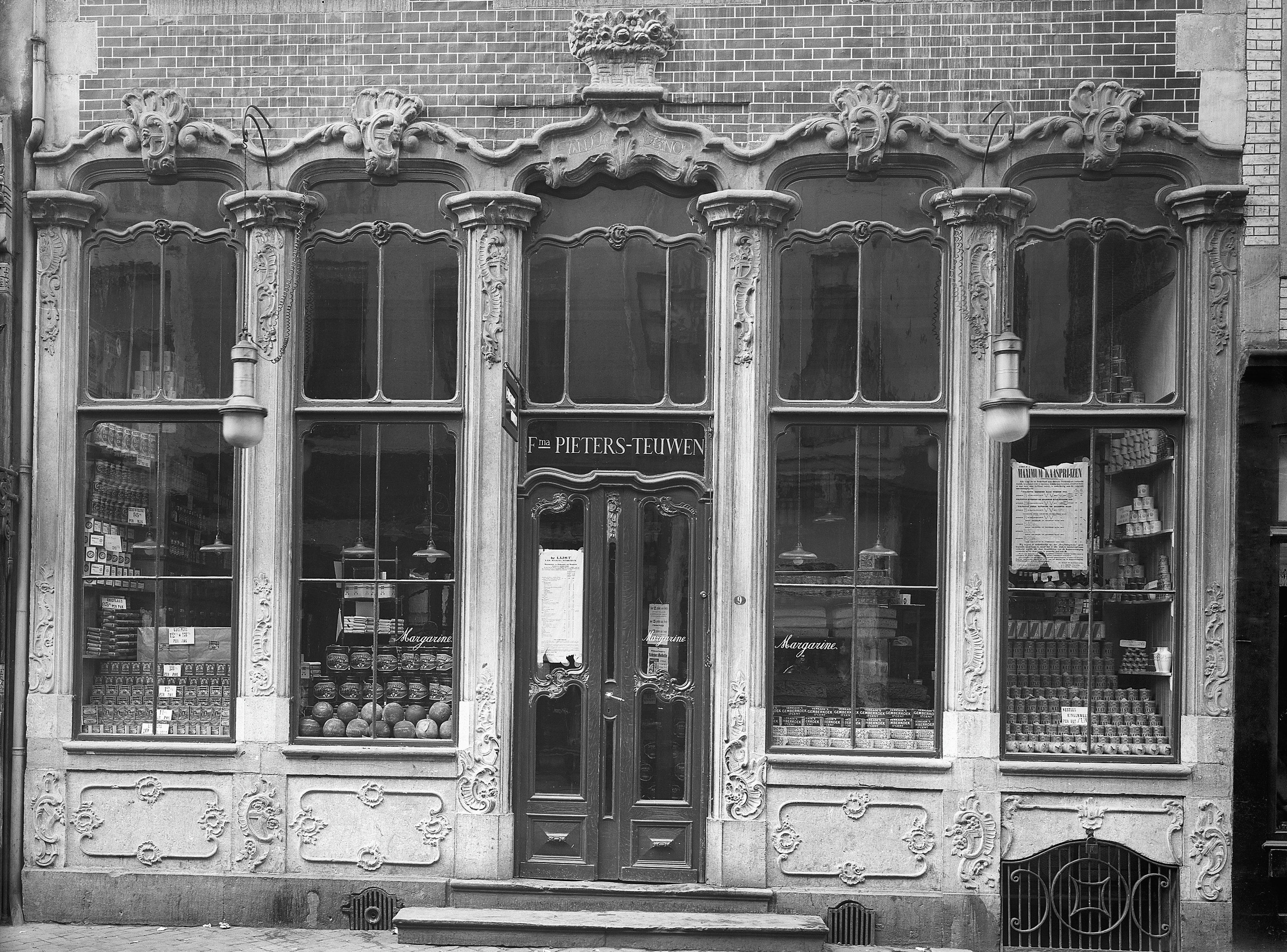
Verdwenen gevel, nr. 9

De rijkversierde Lodewijk XV-gevel van het pand Grote Staat 9 moest in 1929 wijken voor de nieuwbouw van Vroom & Dreesmann. De pui van het gesloopte pand werd in de jaren 1960 hergebruikt in de Stokstraat. Het pand van V&D van architect Jan Kuyt is opgetrokken in de stijl van de nieuwe zakelijkheid met Amsterdamse School-elementen. Het gebouw uit 1930-33 heeft fraaie gevels van gele en bruine baksteen in geometrische patronen. De hoge, stalen ramen reiken over twee verdiepingen. De drie 'etalage-eilanden' onder de terugwijkende pui zijn bij een verbouwing in 1960-1962 verdwenen, evenals de grote vide met lichtkoepel in het interieur. Het warenhuis werd in 2002 in twee delen gesplitst en verbouwd onder leiding van architect Kees Rijnboutt. Van de gevel aan de Grote Staat bleef het deel uit 1930 min of meer ongewijzigd; de latere aanbouw kreeg een bekleding van zinkplaten. Na het faillissement van V&D was van 2017 tot 2019 de Canadese warenhuisketen Hudson's Bay Company korte tijd gevestigd in het pand.
Het hoekpand Muntstraat/Grote Staat is begin 20e eeuw gebouwd in historiserende stijl. Het voormalige pand van Wolf & Hertzdahl werd rond 1930 in expressionistische stijl gebouwd op de plaats waar ooit de kapel van de Heilige Geest had gestaan (Grote Staat 26-28). De architecten Victor Marres en Willem Sandhövel ontwierpen in 1924 op nr. 32 de nieuwe winkel voor de firma Bury in art-decostijl (pui en interieur). Het naburige hoekpand op de hoek met de Nieuwstraat (nr. 34) vertoont de kenmerken van art nouveau.

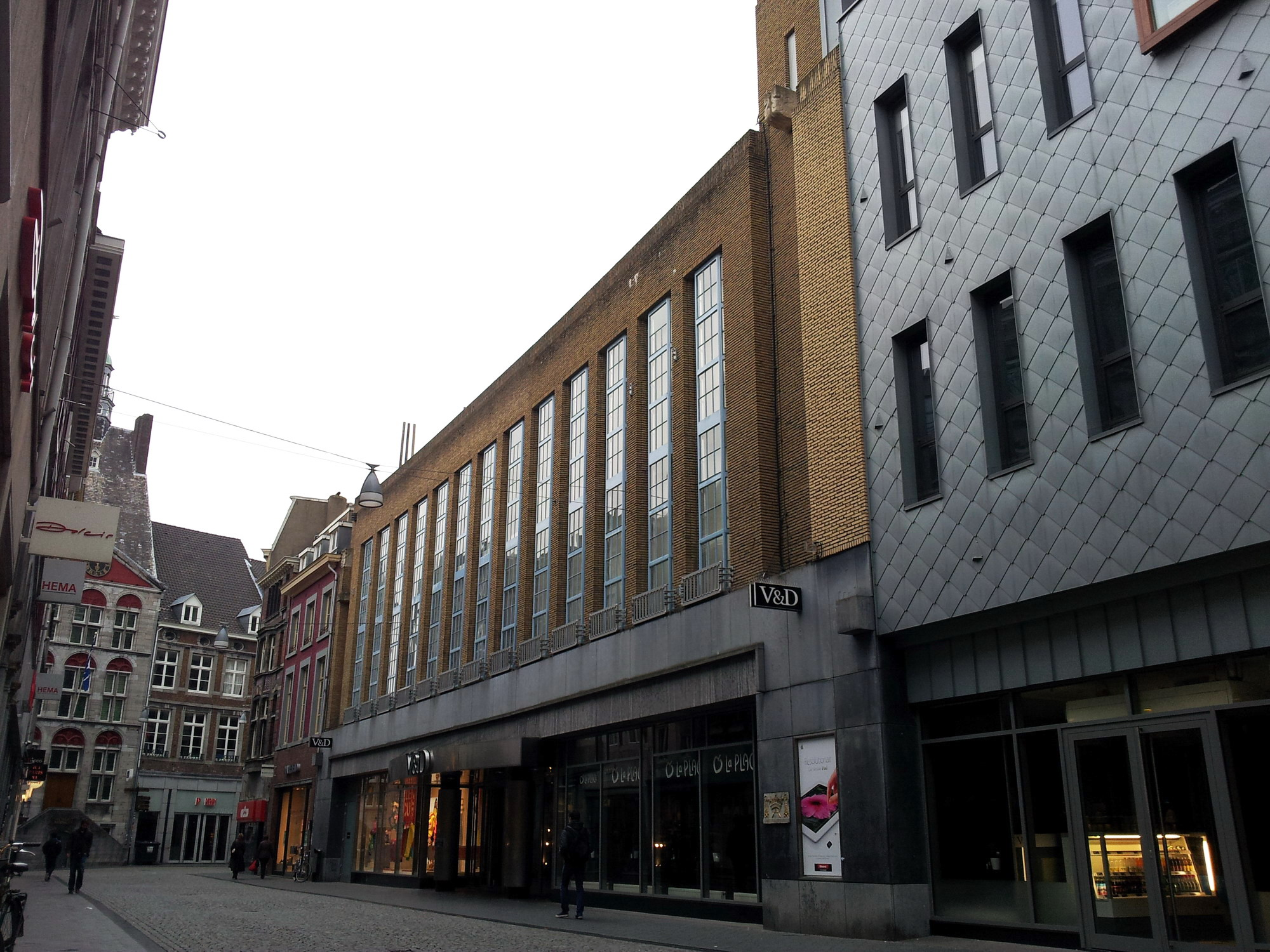
Gevels V&D (nrs. 5-15)
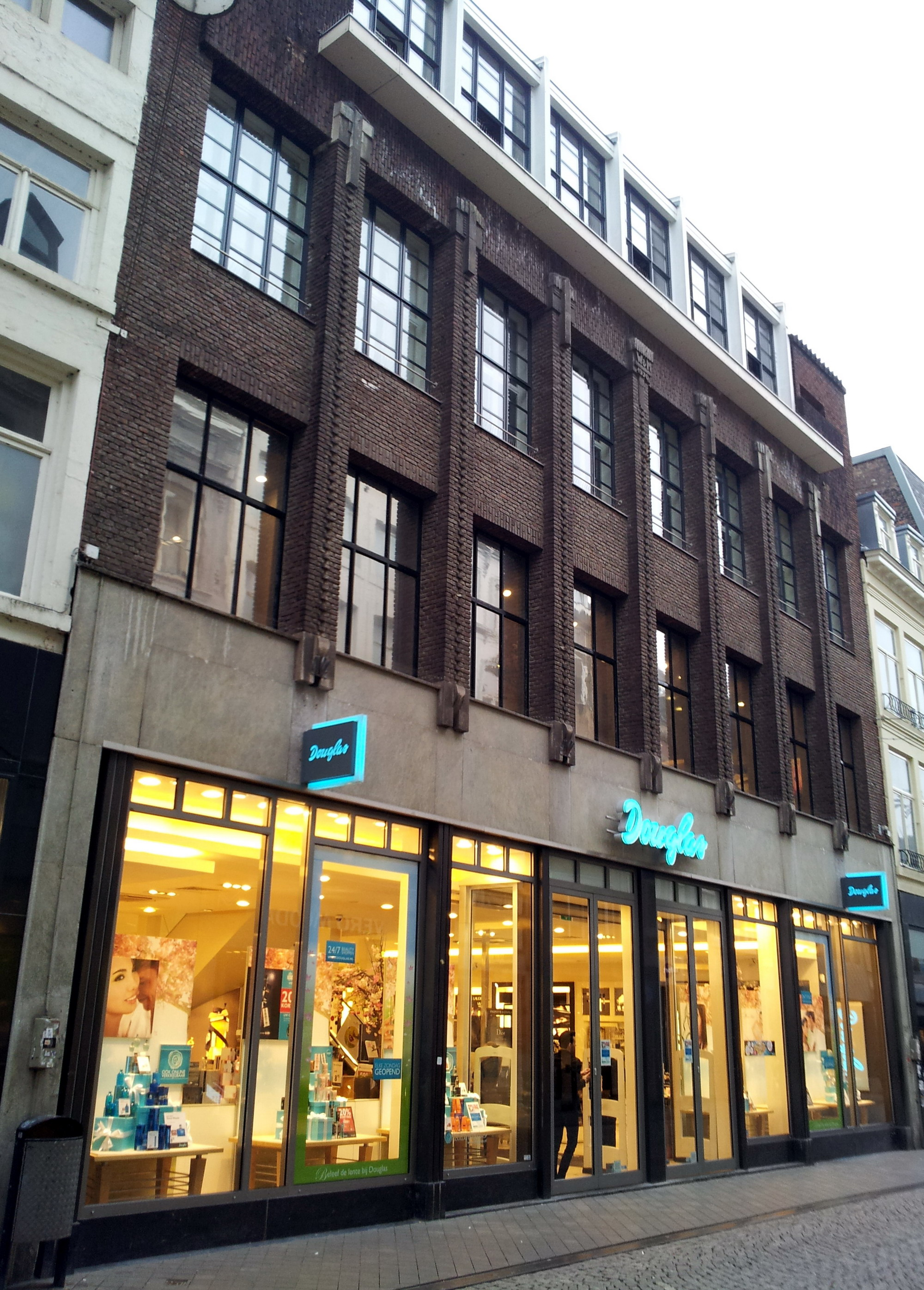
Wolf & Hertzdahl (nrs. 26-28)
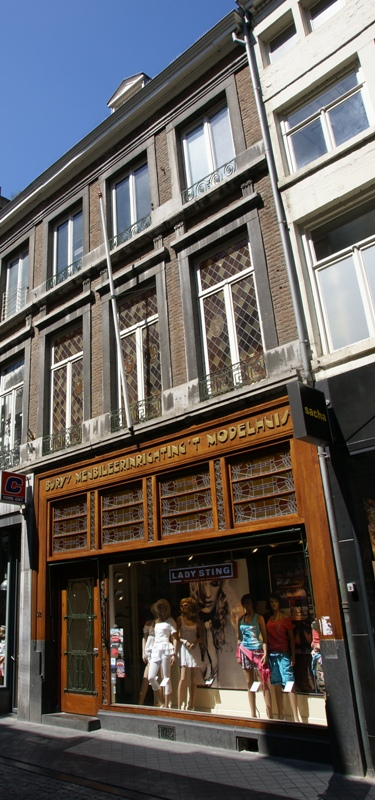
Winkelpui Bury (nr. 32)
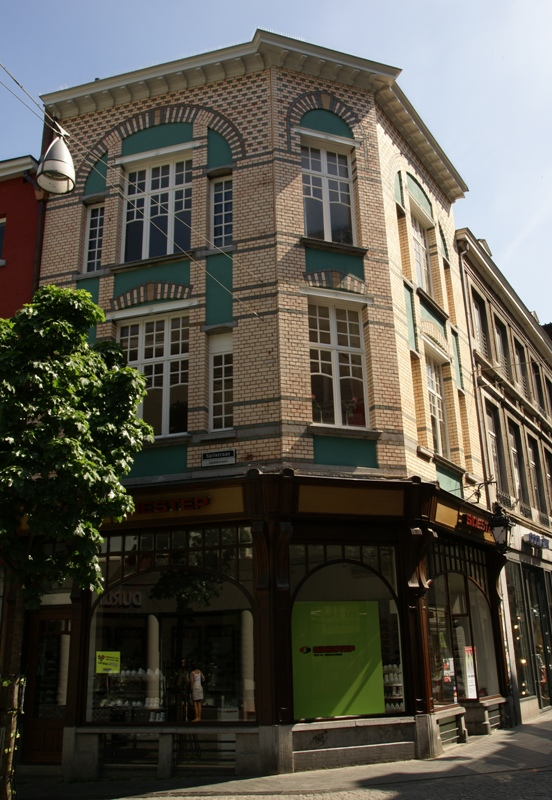
Hoek Nieuwstraat (nr. 34)

## Trivia
- In 1493 bepaalde het stadsbestuur dat nabij het logement Den Winckel, waar in die tijd de bisschop van Luik logeerde, geen prostituees mochten komen op straffe van één jaar verbanning.[16]
- Over de herberg De Windmolen bestaan een aantal minder gunstige rapporten: het vlees was slecht klaargemaakt, de wijn niet te drinken en de bedden zaten vol wandluis. In de 18e eeuw was de vrijmetselaarsloge La Constance er gevestigd en gaf de charlatan Cagliostro er zijn voorstellingen.[6]
- Op 1 februari 1535 trok een treurige stoet door de Sint-Jorisstraat. Vijftien ketterse Wederdopers hadden in het Dinghuis hun doodsvonnis ontvangen en waren vandaar (of vanuit de gevangeniskerkers in De Lanscroon/Liebaert) op weg naar de gereedstaande brandstapels en schavotten op het Vrijthof. Een half jaar eerder waren ook al twee ketters verbrand. Eén daarvan, Greetchen Bieldesnider, was de schoondochter van de bekende beeldsnijder Jan van Steffeswert.[17]
- De bioscoop Royal, opgericht door drie Luikenaren in 1913, kreeg in de jaren zestig steeds meer concurrentie van de televisie. Om de teruglopende bezoekersaantallen tegen te gaan toonde de bioscoop nog vrijwel uitsluitend seks- en geweldfilms, die vooral Belgische bezoekers trokken. In 1985 ging het filmtheater voorgoed dicht.
- Op 26 maart 1969 stortte tijdens een verbouwing het kapitale pand Berden (Grote Staat 58) in, hetgeen een enorme ravage veroorzaakte. Het zestiende-eeuwse pand op de hoek Grote Staat-Vrijthof-Helmstraat werd nog voor het einde van het jaar herbouwd, waarna hier een winkel van de herenmodezaak Coster werd gevestigd.[18]
- In de jaren negentig haalde de Grote Staat, na de Kalverstraat in Amsterdam, de hoogste gemiddelde huuropbrengst per vierkante meter winkeloppervlak in Nederland. In de jaren daarna zakte de straat iets op de ranglijst.[19]
- De naam van de Grote Staat (zonder de r van Straat) is voor velen problematisch. Op talloze websites, plattegronden en in boeken en brochures wordt de naam van de straat verkeerd gespeld.